# KV40
KV40 (англ. Kings' Valley № 40) — древнеегипетская гробница в Долине царей (Луксор), созданная во время XVIII династии.

## Исследования гробницы
Гробница обнаружена в 1899 году Виктором Лоре, однако никаких отчётов об её исследовании не было опубликовано. Оставалась доступна только верхняя часть гробницы, остальная была заполнена щебнем. Гробницу разграбили ещё в древности.
В 2014 году группа археологов из Базельского университета обнаружила в ней пять камер, в которых кроме обломков погребального инвентаря найдены останки минимум 50 мумий. На основании надписей на сосудах для вина учёные смогли идентифицировать около 30 имён. Эти мумии принадлежат членам семей фараонов Тутмоса IV и Аменхотепа III (XIV век до н. э.).
На основании анализа иератических записей установлено, что в гробнице погребено как минимум 8 дочерей фараонов, имена которых до этого времени не были известны (в частности, Таэмуаджес и Неферунебу), 4 принца, а также несколько женщин иноземного происхождения, которые проживали при дворе фараона. Большая часть найденных мумий принадлежит взрослым, однако среди них есть и несколько детских мумий. По предположению доктора Сьюзан Бикель, которая возглавляет экспедицию, гробница использовалась для захоронения членов царской семьи на протяжении нескольких десятков лет.
Кроме того, анализ предметов погребальной утвари и остатков саркофагов свидетельствует о том, что в IX веке до н. э. гробница также использовалась для вторичных погребений — в это время здесь были захоронены члены нескольких жреческих семей.